# Daisbach (Waibstadt)

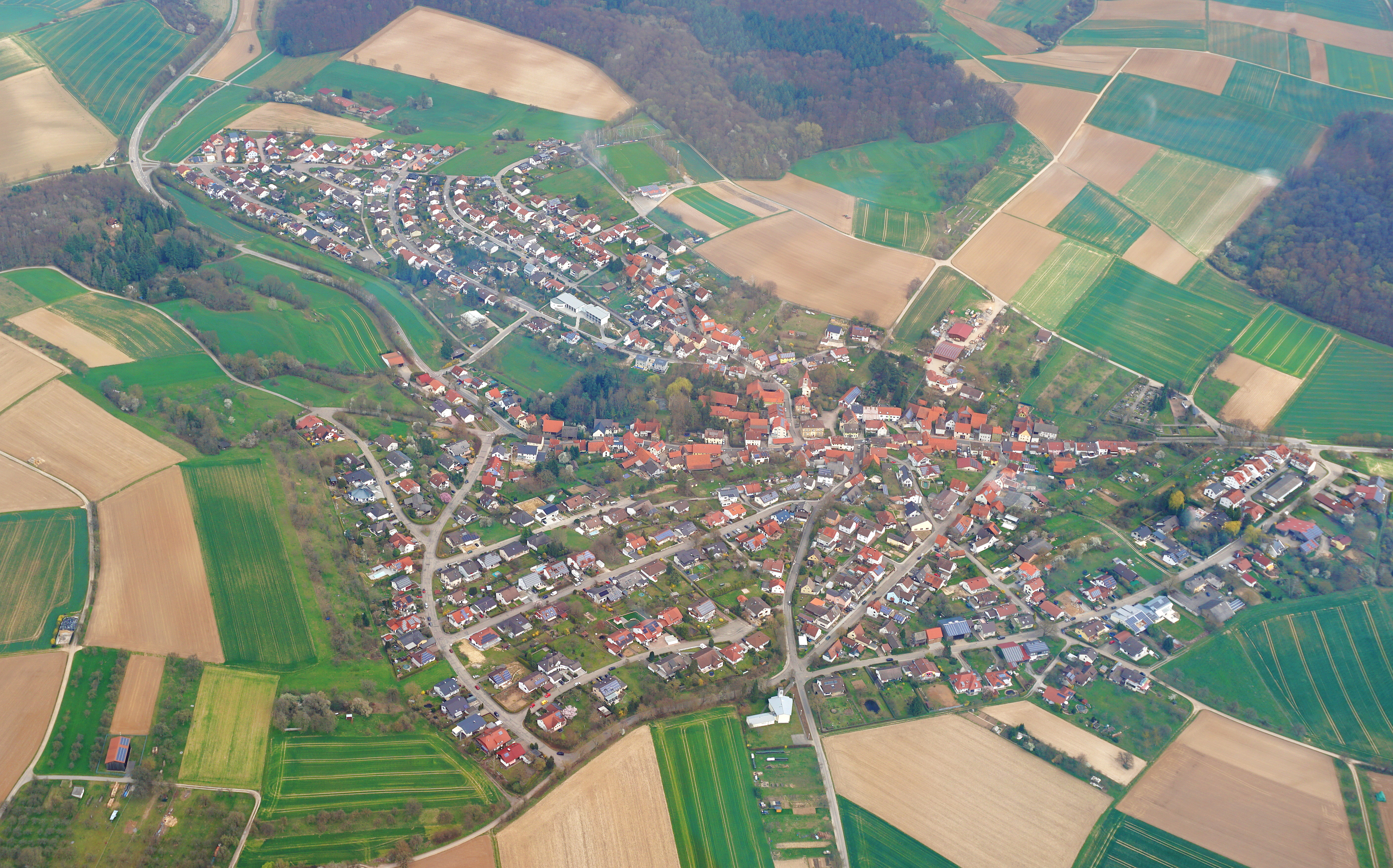
Ortsteil Daisbach von Waibstadt

Daisbach ist ein Dorf im Rhein-Neckar-Kreis in Baden-Württemberg, das seit 1971 zu Waibstadt gehört.

## Geografie
Daisbach liegt etwa vier Kilometer nördlich von Sinsheim und etwa 20 Kilometer südöstlich von Heidelberg im nördlichen Baden-Württemberg, im Übergangsgebiet vom Kraichgau zum Kleinen Odenwald.

## Geschichte
Daisbach wird erstmals im Jahr 1349 urkundlich erwähnt. Im Ort befand sich damals schon die Wasserburg, die vermutlich im 13. Jahrhundert für Ministeriale der Staufer erbaut wurde. Daisbach wurde vermutlich um das Jahr 700 als fränkischer Fürstenhof gegründet. Der nahe Ursenbacherhof und die abgegangene Siedlung Breitenhardt haben eine ähnlich alte Entstehungsgeschichte, Daisbach entwickelte sich mit dem Bau der Wasserburg jedoch zum Hauptort. 1330 war der Ort mit anderem Wimpfener Reichsland an die Kurpfalz gefallen. Die Ortsherrschaft hatten zunächst die Herren von Venningen, 1357 wird Conz von Venningen (Konrad I., † 1387) als „Herr von Dahspach und Waibstadt“ genannt. Ein Hans von Venningen stiftete die örtliche Kaplaneipfründe. Im 15. Jahrhundert ging die Ortsherrschaft auf die Herren von Rammung und die Göler von Ravensburg über. Nach 1500 wurde die Kirche des Ortes renoviert, die Errichtung einer selbstständigen Pfarrei im Jahr 1501 geht auf Matthias von Rammung, Neffe des gleichnamigen Speyrer Bischofs, zurück. Bernhard I. Göler von Ravensburg führte 1522 in Daisbach und Daudenzell die Reformation durch.
Im Dreißigjährigen Krieg wurde die Burg Daisbach am 12. März 1622 durch Tilly beschossen und zerstört. Auch der Ort wurde verwüstet. Zwischen 1632 und 1637 wütete die Pest. Um 1648 wurden noch fünf Bürgerfamilien (ca. 20–25 Einwohner) in Daisbach gezählt. In den nachfolgenden Jahrzehnten siedelten sich nur wenig Neubürger an. Erst 1722 wurde wieder eine lutherische Pfarrei gegründet und erst 1730 begann Karl Eberhard Göler von Ravensburg († 1732) mit dem Wiederaufbau der Burg.
Mitte bis Ende des 19. Jahrhunderts migrierten über 70 Menschen aus Daisbach in den Ort Marion im US-amerikanischen Bundesstaat Wisconsin, wo bis zum Jahr 1910 29 Haushalte mit einem Migrationshintergrund aus Daisbach existierten.
Während und nach dem Zweiten Weltkrieg wuchs die Bevölkerung des bis dahin rein landwirtschaftlich geprägten Ortes durch den Zuzug von Flüchtlingen und Heimatvertriebenen stark an. 1939 wurden 529 Einwohner gezählt, Ende 1945 waren es 695 und 1947 waren es 866 Einwohner. Am 1. Juli 1971 wurde der Ort nach Waibstadt eingemeindet.

## Bauwerke

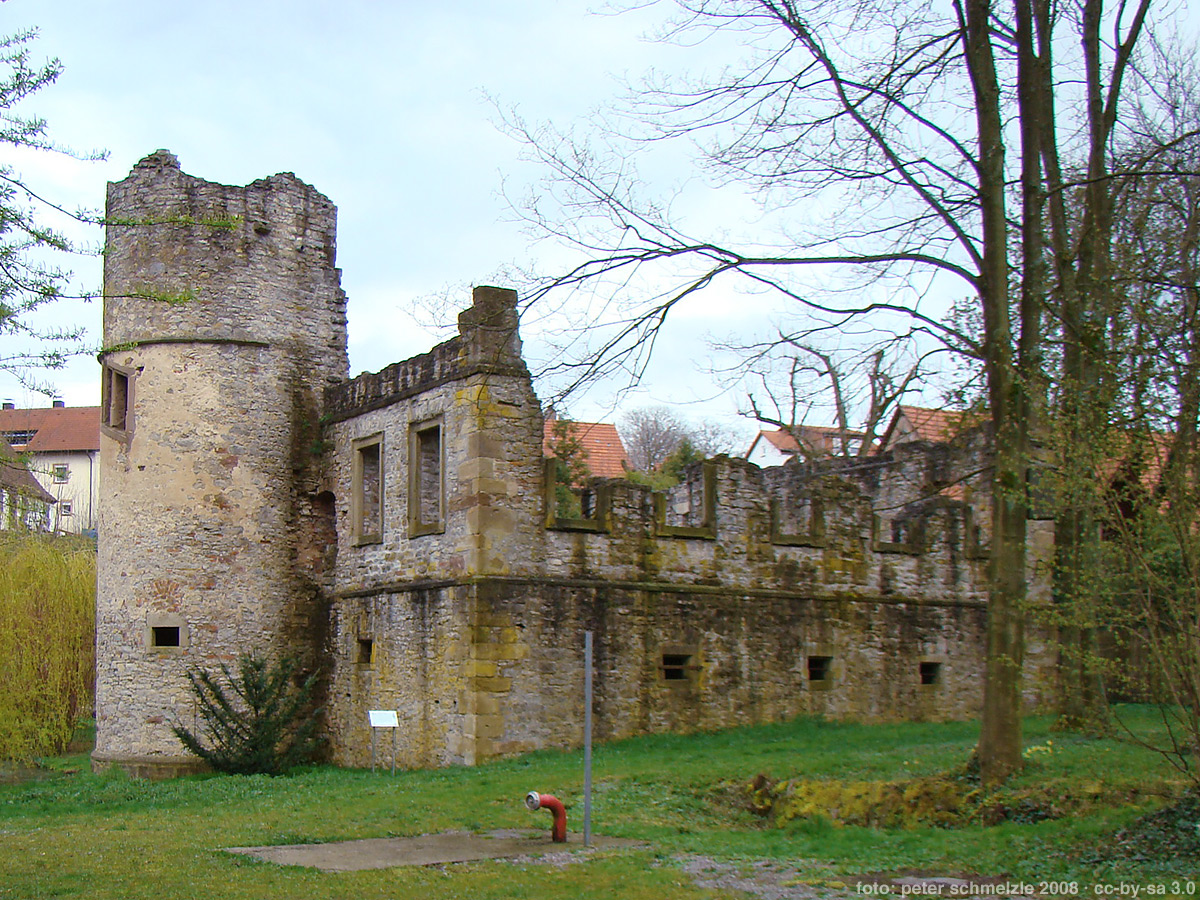
Schlossruine Daisbach

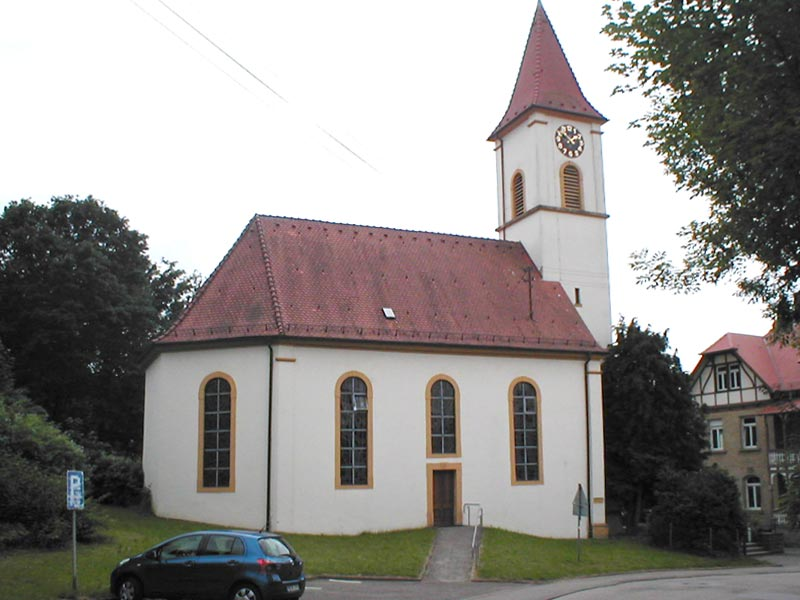
Evangelische Kirche

- Das Wasserschloss Daisbach geht auf eine hochmittelalterliche Wasserburg zurück, die im Dreißigjährigen Krieg zerstört wurde und von 1730 bis 1732 lediglich teilweise wiederaufgebaut wurde. Eine auf 1730 datierte Inschriftentafel über dem Portal erinnert an den Wiederaufbau unter Carl Eberhardt Ludwig Göler von Ravensburg. Das notdürftige Behelfsdach ist 1840 eingestürzt, das Bauwerk verfiel anschließend. 1957 widersetzte sich der Eigentümer dem von der Gemeinde angeordneten Abriss wegen Baufälligkeit und wurde zu einer Geldstrafe verurteilt. 1983 erwarb die Stadt Waibstadt die Schlossruine und den umliegenden kleinen Park. Die Ruine ist heute öffentlich zugänglich. Auf dem Friedhof befinden sich mehrere historische Grabdenkmäler der Schlossherren, der Freiherren Göler von Ravensburg.
- Das Alte Schloss ist ein oberhalb der Burgruine gelegenes herrschaftliches Anwesen.
- Die evangelische Kirche wurde 1786 bis 1788 erbaut und ersetzte ein 1784 wegen Baufälligkeit geschlossenes Vorgängerbauwerk. Der Glockenturm wurde 1937 angebaut. An der Außenfassade befindet sich die 1967 wiederaufgefundene historische Grabplatte der Ursula von Rammung († 1502). Nahe der Kirche befindet sich das evangelische Pfarrhaus von 1907.
- Der Grundstein der römisch-katholische Kirche Mariä Heimsuchung wurde am 1. Mai 1962 gelegt. Nach nur einem Jahr Bauzeit konnte die Kirche feierlich eingesegnet werden. Das Kirchengebäude ist 15,59 Meter lang, 11,50 Meter breit und 5,70 Meter hoch. Für den bau der Kirche war Architekt Carl Herb aus Nußloch verantwortlich. Das Patrozinium (Mariä Heimsuchung) wird am 2. Juli gefeiert.
- Das Rathaus wurde 1893 als Schulhaus erbaut.
- In der Ortsmitte sind zahlreiche weitere historische Gebäude erhalten. Das Alte Rathaus wurde 1847 erbaut. Das Alte Pfarrhaus wurde 1835 durch Pfarrer Feßenbeck erbaut und 1836 von der Grundherrschaft erworben. Bis 1832 befand sich an der Stelle des heutigen Rathauses ein Vorgängerbau. Das Gasthaus Adler wurde 1835 erbaut, das Gasthaus Krone wurde 1819 von der Gemeinde als Schule erworben und erst später zur Gaststätte.
- Der Dorfbrunnen wurde 2002 errichtet.
- Der Ursenbacherhof ist eine außerhalb Daisbachs gelegene historische Hofanlage. Nach verschiedenen Umbauten stammt das älteste Gebäude dort jedoch nur aus dem Jahr 1840. Ein historischer Eichbrunnen südlich des Ursenbacherhofes wurde 2004 neu gefasst.

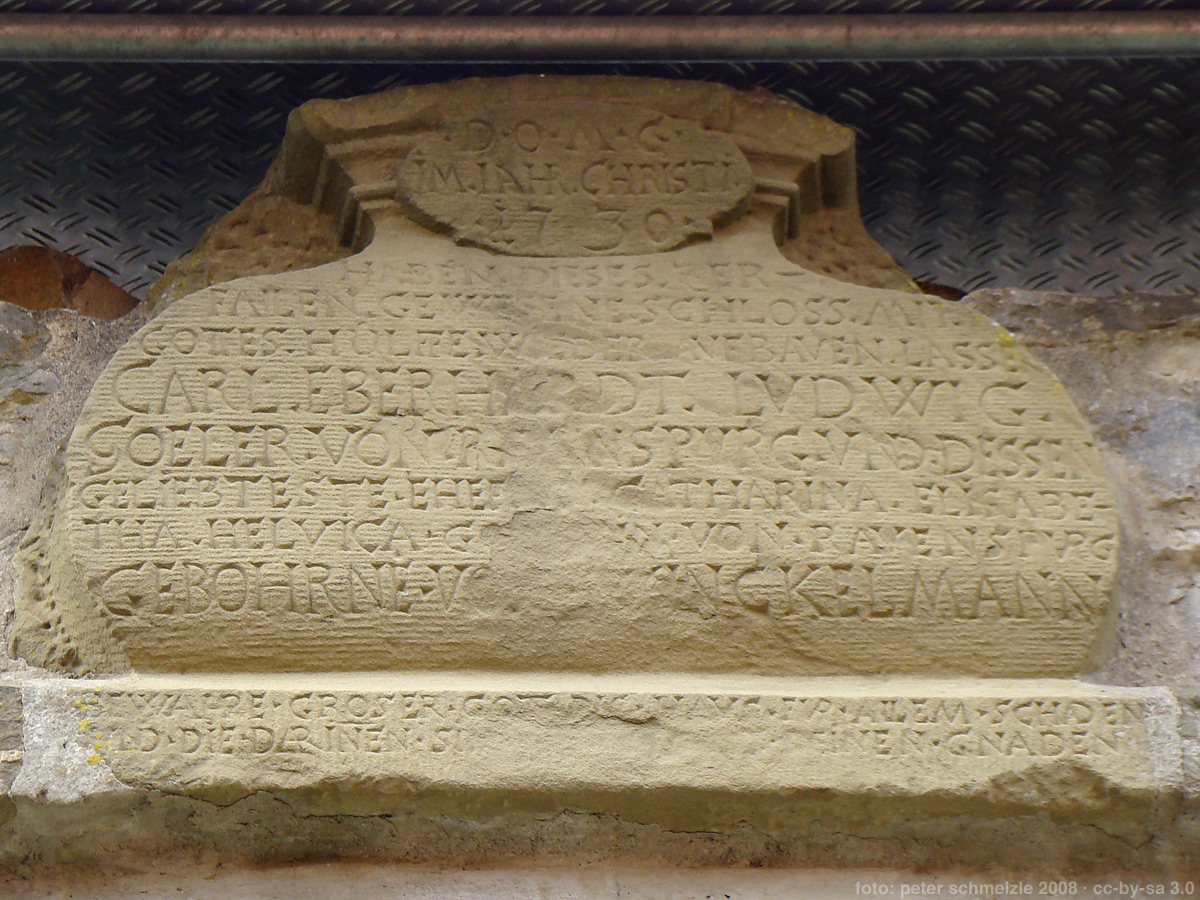
Inschrift zum Wiederaufbau des Schlosses 1730
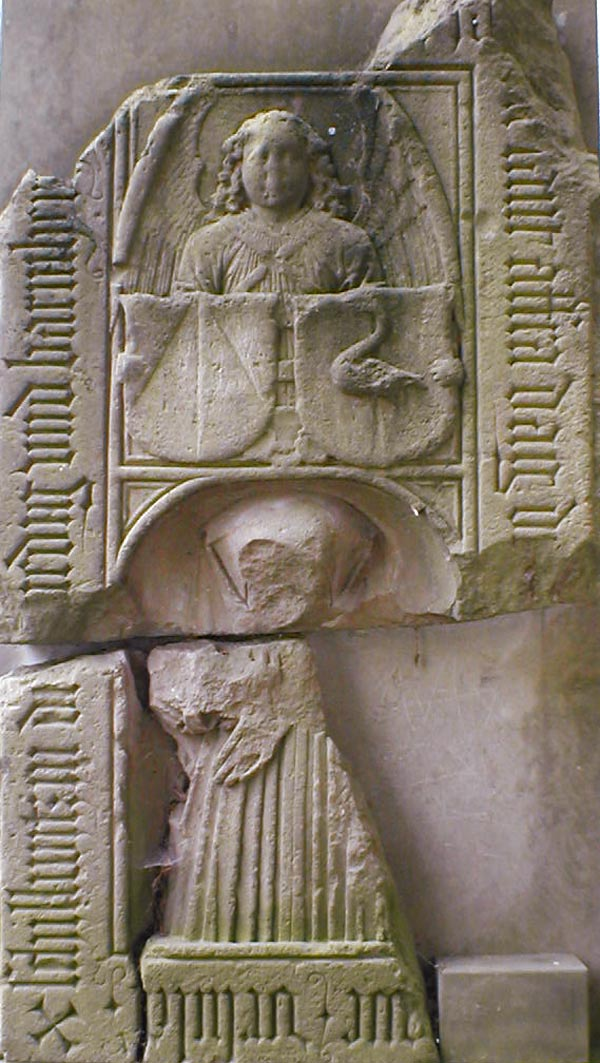
Historische Grabplatte der Ursula von Rammung an der evangelischen Kirche
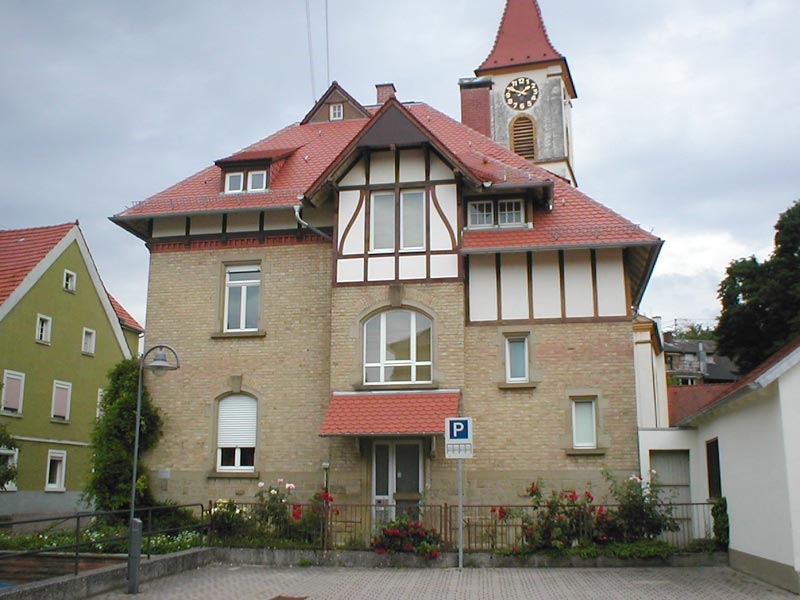
Evangelisches Pfarrhaus
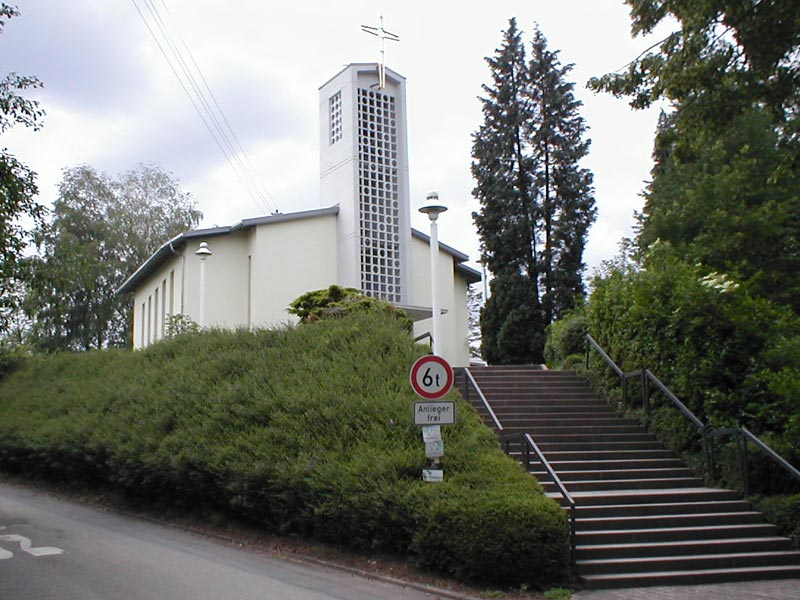
Römisch-katholische Kirche
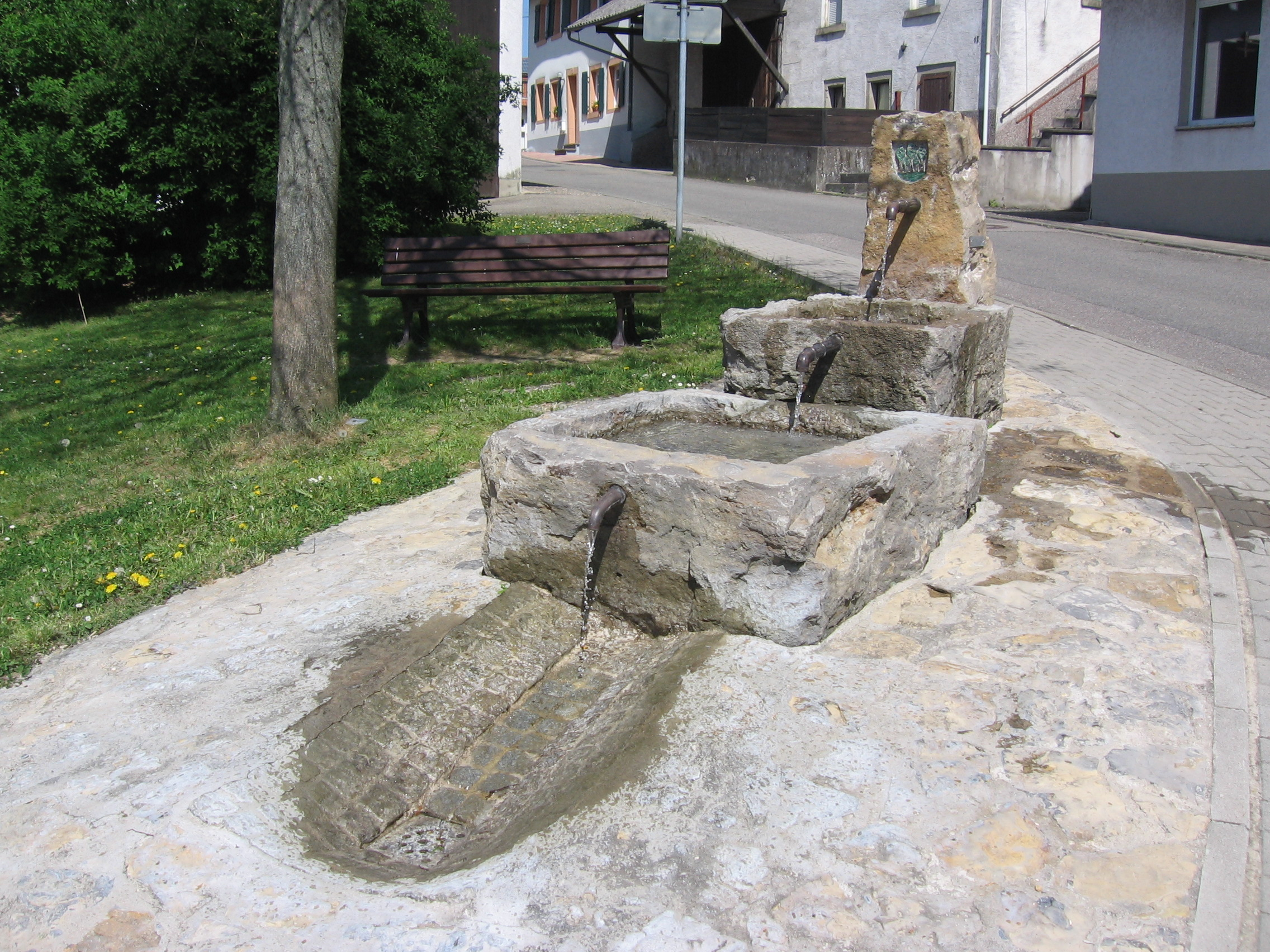
Daisbach Dorfbrunnen